# 阿卡丹庚·拉披帕
蒙昭·阿卡丹庚·拉披帕（皇家轉寫：Akatdamkoeng Raphiphat，1904年11月22日—1932年5月18日），泰国王室成员、公务员、作家。是泰王拉玛五世之孙，叻武里亲王拉披之子。早年留学英美，返國後在泰国公共卫生部任职，後卒于英属香港。其代表作为小说《生活的戏剧》。